# The Africa Report
The Africa Report est un magazine trimestriel anglophone qui se concentre sur l'actualité politique, sociale et économique africaine. Il propose également une couverture quotidienne de l'actualité via son site web.

## Histoire
Créé en 2005 par le Jeune Afrique Media Group, un groupe de médias panafricain basé à Paris qui publie également Jeune Afrique, The Africa Report traite l'actualité économique, politique et sociale du continent africain.
Le titre est édité par Patrick Smith, également éditeur de la célèbre publication anglaise Africa Confidential. La société édite également le mensuel Jeune Afrique.
Présentant un rapport par domaine et un focus par pays, chaque numéro est réalisé par une équipe éditoriale indépendante emmenée par Nicholas Norbrook, directeur de la rédaction de The Africa Report depuis sa création. 
Avec plus d'un million de lecteurs par mois, The Africa Report a récemment mis en place un paywall sur son site d'information, complément de son édition papier trimestrielle. 
The Africa Report a remporté le prix Diageo Africa Business Reporting Award 2006, 2007 et 2012 du meilleur média ainsi que le prix 2007 du meilleur article publié.

## Organigramme
- Danielle Ben Yahmed : Éditrice
- Nicholas Norbrook : Directeur de la rédaction
- Anne-Marie Bissada : Rédactrice en chef digital